# Tangier (Virginia)
Tangier es un pueblo situado en el condado de Accomack, Virginia, Estados Unidos. Tiene una población estimada, a mediados de 2023, de 432 habitantes.
Está ubicado en la isla homónima, sobre la bahía de Chesapeacke.
Frecuentemente se cree que sus habitantes utilizan un dialecto del inglés único de la época isabelina, pero en realidad no es así. En un libro escrito por un habitante de la isla, David Shores, se aclara que el dialecto deriva de los primeros colonos que llegaron a la zona, provenientes de la región de Cornualles, en el suroeste de Inglaterra.

## Historia
El capitán John Smith “descubrió” Tangier en 1608 y los británicos tomaron posesión de las tierras. Los primeros colonos permanentes llegaron en 1686. 
En 1812 los Royal Marines construyeron Fort Albion, que ahora está completamente bajo agua. Ofrecieron refugio a los esclavos estadounidenses en la isla y los liberaron. Muchos de esos antiguos esclavos se alistaron en los Royal Marines y luego se trasladaron a colonias británicas en el Caribe.

## Economía
Con la pesca del cangrejo en declive, el turismo es la segunda actividad económica de la localidad y los vecinos están trabajando duramente para desarrollarla. El hecho de que sea una de las últimas comunidades auténticas de pescadores de la zona de Chesapeake hace que sea un destino atractivo para los cruceros.
Hay pocos coches en la isla, ya que las calles son muy estrechas. Por ese motivo los residentes se mueven en carritos de golf, bicicletas, patinetas o a pie.